# Lönö
Lönö är en halvö i sydöstra delen av Bråviken. 
På Lönö finns en mindre herrgård uppförd under åren 1911–1913 i nationalromantisk stil efter professor Isak Gustav Clasons ritningar. Den är belägen i Häradshammars socken på Vikbolandet vid Bråviken i Norrköpings kommun.
Huvudbyggnaden är en låg gulmålad 1½ plans träbyggnad under ett högt säteritak med lanternin och takkupor. Flygeln står som en replik till huvudbyggnaden och är förenad med denna genom en portik. Angränsande byggnader går i samma stil.
Lönö är mest känd för att ha varit bostad åt Zarah Leander, som köpte herrgården 1939 och ägde den fram till sin död 1981. Under många år var strömmingsfisket en viktig inkomstkälla. Vid Häradshammars kyrka finns Zarah Leanders och maken Arne Hülphers (död 1978) grav. I dag ägs Lönö herrgård av före detta riksdagens talman (2006-2014) Per Westerberg (m).

## Historik
Lönö egendom i Häradshammars socken, Östkinds härad, som 1687 såsom frälse tillhörde riksrådet Gustaf Kurck. Före år 1847 tillhörde egendomen Nävekvarns bruk i Södermanlands län. Ägdes sedermera av herr Karl Oskar Sabelfelt, som 1850 därunder ägde Brink 1⁄2, Hult 1⁄2 skatte och Römåssen men 1853 endast Lönö. Övergick sedermera genom köp 1854 till P. W. Hammarsten, 1856 till kapten J. N. Lindhé och 1860 till dennes broder, löjtnanten Axel Hjalmar Lindhé.